# Olaia e Paço
Olaia e Paço (oficialmente: União das Freguesias de Olaia e Paço) é uma freguesia portuguesa do município de Torres Novas, com 29,58 km² de área e 2021 habitantes (censo de 2021). A sua densidade populacional é 68,3 hab./km².

## História
Foi criada aquando da reorganização administrativa de 2012/2013, resultando da agregação das antigas freguesias de Olaia e Paço.

## Demografia
A população registada nos censos foi:
| Distribuição da População por Grupos Etários | Distribuição da População por Grupos Etários | Distribuição da População por Grupos Etários | Distribuição da População por Grupos Etários | Distribuição da População por Grupos Etários | Distribuição da População por Grupos Etários |
| -------------------------------------------- | -------------------------------------------- | -------------------------------------------- | -------------------------------------------- | -------------------------------------------- | -------------------------------------------- |
| Antes da agregação                           |                                              |                                              |                                              |                                              |                                              |
| Ano                                          | 0-14 anos                                    | 15-24 anos                                   | 25-64 anos                                   | >= 65 anos                                   | Total                                        |
| 2001                                         | 365                                          | 325                                          | 1323                                         | 638                                          | 2651                                         |
| 2011                                         | 284                                          | 237                                          | 1237                                         | 651                                          | 2409                                         |
| Após a agregação                             |                                              |                                              |                                              |                                              |                                              |
| Ano                                          | 0-14 anos                                    | 15-24 anos                                   | 25-64 anos                                   | >= 65 anos                                   | Total                                        |
| 2021                                         | 194                                          | 192                                          | 1021                                         | 614                                          | 2021                                         |